# 팔라 쪼 데스테
팔라 쪼 데스테(이탈리아어: Palazzo Galmanini Portaluppi) 1956년에 이탈리아 밀라노의 중심에 자리한저택 는 현대적이고 아름다운 궁전으로, 비알레 베아트리체 데스테(이탈리아어: Viale Beatrice d’Este) 23에 위치하고 있습니다. 이 건물은 이탈리아 디자인의 명작으로서, 1950년대 이탈리아 합리주의 운동의 상징적인 건물 중 하나입니다.
팔라 쪼 데스테는 손으로 만든 실제 유리에Bisazza모자이크 타일을 사용하여 아름답게 장식되어 있으며, 태양의 빛에 따라 색상이 변하고 몬테로사산(이탈리아어: Monte Rosa)가 보이는 건물 꼭대기에 분홍색의 오마주를 표현하고 있습니다.

## 궁전
이 밀라노 주거용 건물은 역사적, 예술적 가치가 있으며 1950년대 밀라노 환경의 상징인 루이지 아넬리 거리(이탈리아어: Via Luigi Anelli)모퉁이에 있는 비알레 베아트리체 데스테에 있다.
2차 세계대전 사이, 이탈리아의 건축운동현대운동을 설계한 이탈리아 건축가 구알티에로 갈마니니의 작품이다. 팔라 쪼 데스테은 건축적 디테일에 관심을 보이는 건물, 심플하고 세련된 우아함을 기본으로 한다. 2개의 외부 파사드와 2개의 내부가 있는 본체로 구성된다. 정면은 모자이크 체크무늬 유리로 된 벽 클래딩 테세라이 특징이며 흰색과 회색 빛의 유희를 만들어낸다.

## 타임라인
- 디자인: 1953-1954
- 실행: 1956
- 기준일: 1953 - 1956

## 개요
- 디자인 : 1953년-1954년
- 실행 : 1956년
- 참조 날짜 : 1953년 - 1956년
- 구조 : 철근 콘크리트 빔, 기둥 및 기초; 철근 콘크리트 슬래브 및 벽돌
- 정면 : 20x20 mm의 테세라 유리제 모자이크 도와, 각종 그늘 그러나 백색에가는 경향; 광택있는 석회화
- 옥상 : 실용적인 테라스, 옥상 정원
- 프레임 : 알루마이트 처리 알루미늄